# Juan de Mata Peralta
 Juan de Mata Peralta y Ramírez, (Ayacucho, 6 de febrero de 1916 – Ayacucho, 23 de noviembre de 1997) fue profesor y asimismo un escritor costumbrista, tradicionalista peruano, famoso principalmente por sus relatos cortos de ficción histórica reunidos en el libro Tradiciones de Huamanga. Mata Peralta constituye en un gran transmisor de la idiosincrasia huamanguina de mediados del siglo XX.

## Biografía
Fue Relacionista Público y Bibliotecario en la Cooperativa de Ahorro y Crédito ‘‘San Cristóbal de Huamanga’’. Realizó estudios de Pedagogía en la a Universidad San Antonio Abad del Cuzco, posteriormente se desempeñó como docente de primaria en el Colegio Salesiano de Ayacucho.
Juan de Mata se enmarca dentro de la generación de narradores ayacuchanos de la segunda mitad del siglo XX. En los años cincuenta surgieron un grupo de escritores muy connotados, cuyas obras han marcado un hito significativo para el desarrollo literario regional. Los años cincuenta significaron la intensificación de las actividades culturales en Huamanga, más aún con la reapertura de la Universidad Nacional de San Cristóbal de Huamanga. 
Juan de Mata, particularmente, pertenece al grupo de Tradicionistas integrados por Néstor Cabrera Bedoya, Luis Cavero Bendezú, Salvador Cavero León, entre otros. La Tradición, género literario creado por Ricardo Palma, es “una mezcla ligera y donosa de cuento, historia, crónica, conseja popular y leyenda”.

## Tradiciones de Huamanga
Obra de mayor difusión de Juan de Mata. El autor narra las vivencias de diferentes hechos ligados con la identidad de su ciudad natal. El autor desarrolla dentro de las Tradiciones de Huamanga diversos temas: los hechos históricos y legendarios, los hechos asombrosos y extraordinarios, principalmente. ,
Las Tradiciones de Huamanga se clasifican en cuatro grandes grupos: a) Tradiciones preincaicas, b) Tradiciones incaicas, c) Tradiciones de la colonia, d) Tradiciones de la emancipación, independencia y posindependencia. De todas ellas destacan más los hechos de la colonia y de la independencia. En las coloniales narra la vida cotidiana y controversial de los españoles, describe a los personajes españoles con sus virtudes y defectos propios de los europeos aventureros y codiciosos, además, la vida clerical, católica imperante, los usos y costumbres, y la arquitectura colonial; en suma, Huamanga cristiana y católica. Mientras que en las tradiciones de la independencia describe las luchas cruentas y de prueba del valor patriótico. Asimismo, destaca el valor de los personajes de diversas condiciones sociales, entre criollos e indígenas: María Parado de Bellido, Ventura Ccalamaqui, Basilio Auqui, entre otros.